# سجاد أفغاني

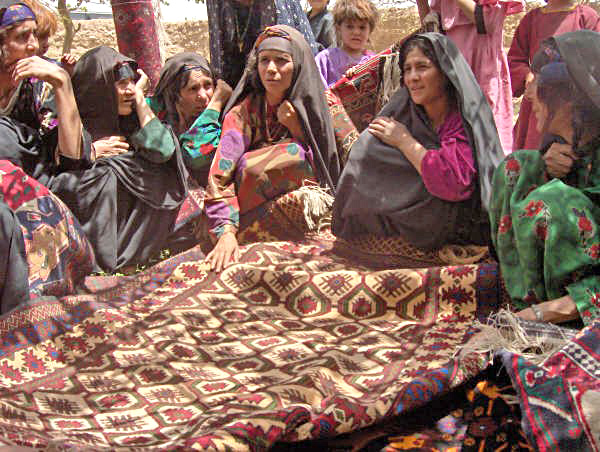
نساء أفغانيات من الجزء الغربي من البلاد يجلسن حول سجاد أدرسكاني التقليدي الأفغاني.

سُجَّاد أفغاني أو السجادة الأفغانية هي نوع من أنواع المنسوجات، تنسج يدويًا، وتستخدم في تغطية الأرضيات في البيوت الأفغانية. بات السجاد الأفغاني جزء من الثقافة الأفغانية في الداخل والخارج، فيلاحظ دائمًا أن اللاجئين الأفغان الذين يقيمون في باكستان يجلسون حول السجَّاد الأفغاني. في عام 2008 وعام 2013 وعام 2014، فازت السجاد الأفغاني بجوائز دولية تقام كل عام في هامبورغ بألمانيا. يتم نسج السجاد الأفغاني في الغالب في مناطق شمال وغرب أفغانستان، من قبل مجموعات عرقية مختلفة ولكن بشكل رئيسي من قبل التركمان.
واحدة من أكثر أنواع السجاد الشرقي انتشارًا وتميزًا هو السجاد الشيندندي و السجاد الأدرسكاني (وهي مسميات تحمل اسم مدن أفغانية)، وبالتحديد يقصد بها ماكان منسوجًا في ولاية هرات في غرب أفغانستان. الرسومات البشرية والحيوانية أحد مميزات السجاد الأفغاني. يباع السجاد في جميع أنحاء أفغانستان، على الرغم من وجود معظمه في مدينة مزار شريف رابع أكبر مدن أفغانستان.
من الأنواع الأخرى الذي يشمله السجاد الأفغاني هو السجاد البلوشي، وأبرز نوع لهذا النوع هو سجاد الصلاة البلوشية، سميت بذلك لأنها تنسج من قبل العرقية البلوشية في أفغانستان في الجزء الجنوبي الغربي من البلاد.
تستخدم الخضروات المختلفة والأصباغ الطبيعية الأخرى لإنتاج الألوان الغنية التي تشكل الشكل النهائي للسجاد. السجاد في الغالب ينسج في حجم متوسط، ويتم استخدام العديد من الأنماط والألوان، لكن التقليدية والأكثر شيوعًا هي نموذج لقدم الفيل ذو الثماني الأضلاع (بخارى)، وغالبًا مع خلفية حمراء، كما ينتج النساجون زخارف أخرى من نمط الحياة البدوية، بما في ذلك حقائب الخيام والقطع الاحتفالية.
وفقًا لتقرير وزارة العمل الأمريكية لعام 2014 عن عمالة الأطفال والعمالة الغير عادلة، فإن أفغانستان هي واحدة من 74 دولة تم تسجيل نسبة كبيرة فيها تمارس عمالة الأطفال في صناعة السجاد.